# Konstsim vid världsmästerskapen i simsport 2017
Konstsim vid världsmästerskapen i simsport 2017 avgjordes mellan 14 och 22 juli 2017 i Budapest. Nio tävlingar fanns på programmet, sju för damer och två i mix där en dam och en herre tävlade tillsammans. Tävlingarna avgjordes i stadsparken i Budapest (Városliget), en provisorisk anläggning byggdes upp på en sjö som normalt används som isrink.

## Medaljsummering
| Disciplin           | Guld | Silver | Brons |
| Individuellt teknik | Svetlana Kolesnitjenko (RUS) | Ona Carbonell (ESP) | Anna Volosjyna (UKR) |
| Individuellt fri    | Svetlana Kolesnitjenko (RUS) | Ona Carbonell (ESP) | Anna Volosjyna (UKR) |
| Par teknik          | Ryssland Svetlana Kolesnitjenko Aleksandra Patskevitj                                                                                            | Kina Jiang Tingting Jiang Wenwen | Ukraina Anna Volosjyna Jelyzaveta Jachno |
| Par fri             | Ryssland Svetlana Kolesnitjenko Aleksandra Patskevitj                                                                                            | Kina Jiang Tingting Jiang Wenwen | Ukraina Anna Volosjyna Jelyzaveta Jachno |
| Lag teknik          | Ryssland Anastasija Bajandina Daria Bajandina Vlada Tjigireva Marina Goliadkina Veronika Kalinina Polina Komar Maria Sjurotjkina Darina Valitova | Kina Feng Yu Guo Li Liang Xinping Tang Mengni Wang Liuyi Wang Qianyi Xiao Yanning Yin Chengxin                                                                                              | Japan Sakiko Akutsu Juka Fukumura Yukiko Inui Minami Kono Kei Marumo Kanami Nakamaki Mai Nakamura Kano Omata                                               |
| Lag fri             | Ryssland Anastasija Bajandina Daria Bajandina Vlada Tjigireva Marina Goliadkina Veronika Kalinina Polina Komar Maria Sjurotjkina Darina Valitova | Kina Feng Yu Guo Li Liang Xinping Tang Mengni Chang Hao Yu Lele Xiao Yanning Yin Chengxin                                                                                                   | Ukraina Vladyslava Aleksiiva Valeriia Aprielieva Anna Volosjyna Okeksandra Kasjuba Jelyzaveta Jachno Anastasija Savtjuk Kseniya Sydorenko Marina Aleksiiva |
| Mix par teknik      | Italien Manila Flamini Giorgio Minisini | Ryssland Michaela Kalantja Aleksandr Maltsev | USA Kanako Spendlove Bill May |
| Mix par fri         | Ryssland Michaela Kalantja Aleksandr Maltsev | Italien Mariangela Perrupato Giorgio Minisini | USA Kanako Spendlove Bill May |
| Lag fri kombination | Kina Chang Hao Feng Yu Guo Li Liang Xinping Tang Mengni Wang Liuyi Wang Qianyi Xiao Yanning Yin Chengxin Yu Lele                                 | Ukraina Marina Aleksiiva Vladyslava Aleksiiva Valeriia Aprielieva Okeksandra Kasjuba Jana Nariezjna Anastasija Savtjuk Alina Sjynkarenko Kseniya Sydorenko Anna Volosjyna Jelyzaveta Jachno | Japan Sakiko Akutsu Juka Fukumura Yukiko Inui Minami Kono Kei Marumo Kanami Nakamaki Mai Nakamura Kano Omata Yuriko Osawa Asuka Tasaki                     |

## Medaljtabell
| Placering | Land     | Guld | Silver | Brons | Totalt |
| --------- | -------- | ---- | ------ | ----- | ------ |
| 1         | Ryssland | 7    | 1      | 0     | 8      |
| 2         | Kina     | 1    | 4      | 0     | 5      |
| 3         | Italien  | 1    | 1      | 0     | 2      |
| 4         | Spanien  | 0    | 2      | 0     | 2      |
| 5         | Ukraina  | 0    | 1      | 5     | 6      |
| 6         | Japan    | 0    | 0      | 2     | 2      |
| 6         | USA      | 0    | 0      | 2     | 2      |
| Totalt    | Totalt   | 9    | 9      | 9     | 27     |